# Ulomyia annulata
Ulomyia annulata är en tvåvingeart som först beskrevs av Tonnoir 1919.  Ulomyia annulata ingår i släktet Ulomyia och familjen fjärilsmyggor. Inga underarter finns listade i Catalogue of Life.